# (5323) Fogh
(5323) Fogh es un asteroide perteneciente al cinturón de asteroides, descubierto el 13 de octubre de 1986 por Poul Jensen desde el Observatorio Brorfelde en Dinamarca.

## Designación y nombre
Designado provisionalmente como 1986 TL4. Fue nombrado Fogh en homenaje a Hans Jørn Fogh Olsen (1915-1997), un astrónomo danés que jugó un papel activo en la búsqueda de planetas menores en Brorfelde.

## Características orbitales
Fogh está situado a una distancia media del Sol de 2,3988 ua, pudiendo alejarse hasta 2,8717 ua y acercarse hasta 1,9258 ua. Su excentricidad es 0,1971 y la inclinación orbital 3,3136  grados. Emplea 1357,028 días en completar una órbita alrededor del Sol.

## Características físicas
La magnitud absoluta de Jas es 13,7. Tiene un periodo de rotación de 15,549 horas y 5,513 km de diámetro, y su albedo se estima en 0,146.